# The Rolling Stones (àlbum)
The Rolling Stones és l'àlbum de debut de la banda de rock britànica The Rolling Stones, editada per Decca Records al Regne Unit el 16 d'abril de 1964. L'edició nord-americana de l'LP, amb una llista de cançons lleugerament diferent, va ser editada per London Records el 30 de maig de 1964, subtitulada com a England's Newest Hit Makers (Els nous fabricants d'èxits d'Anglaterra), que després es va convertir en el seu títol oficial.

## Llista de cançons

### Edició del Regne Unit
| 1.            | «Route 66»                        | 2:20  |
| 2.            | «I Just Want to Make Love to You» | 2:17  |
| 3.            | «Honest I Do»                     | 2:09  |
| 4.            | «Mona (I Need You Baby)»          | 3:33  |
| 5.            | «Now I've Got a Witness»          | 2:29  |
| 6.            | «Little by Little»                | 2:39  |
| Durada total: | Durada total:                     | 15:27 |

| 1.            | «I'm a King Bee»             | 2:35  |
| 2.            | «Carol»                      | 2:33  |
| 3.            | «Tell Me»                    | 4:05  |
| 4.            | «Can I Get a Witness»        | 2:55  |
| 5.            | «You Can Make It If You Try» | 2:01  |
| 6.            | «Walking the Dog»            | 3:10  |
| Durada total: | Durada total:                | 17:19 |

### Edició Estats Units
| 1.            | «Not Fade Away»                   | 1:48  |
| 2.            | «Route 66»                        | 2:20  |
| 3.            | «I Just Want to Make Love to You» | 2:17  |
| 4.            | «Honest I Do»                     | 2:09  |
| 5.            | «Now I've Got a Witness»          | 2:29  |
| 6.            | «Little by Little»                | 2:39  |
| Durada total: | Durada total:                     | 13:42 |

| 1.            | «I'm a King Bee»             | 2:35  |
| 2.            | «Carol»                      | 2:33  |
| 3.            | «Tell Me»                    | 4:05  |
| 4.            | «Can I Get a Witness»        | 2:55  |
| 5.            | «You Can Make It If You Try» | 2:01  |
| 6.            | «Walking the Dog»            | 3:10  |
| Durada total: | Durada total:                | 17:19 |